# Msza

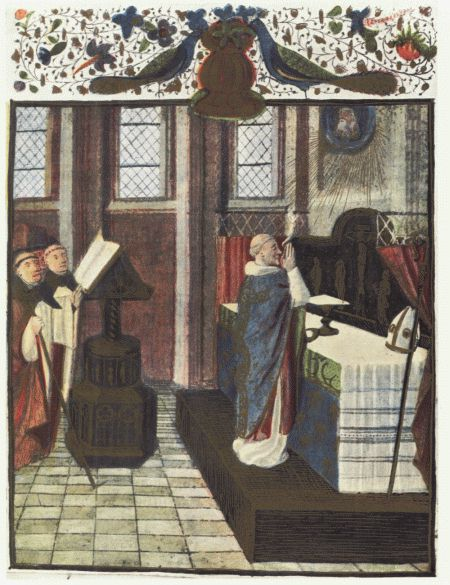
Msza święta, XV w.

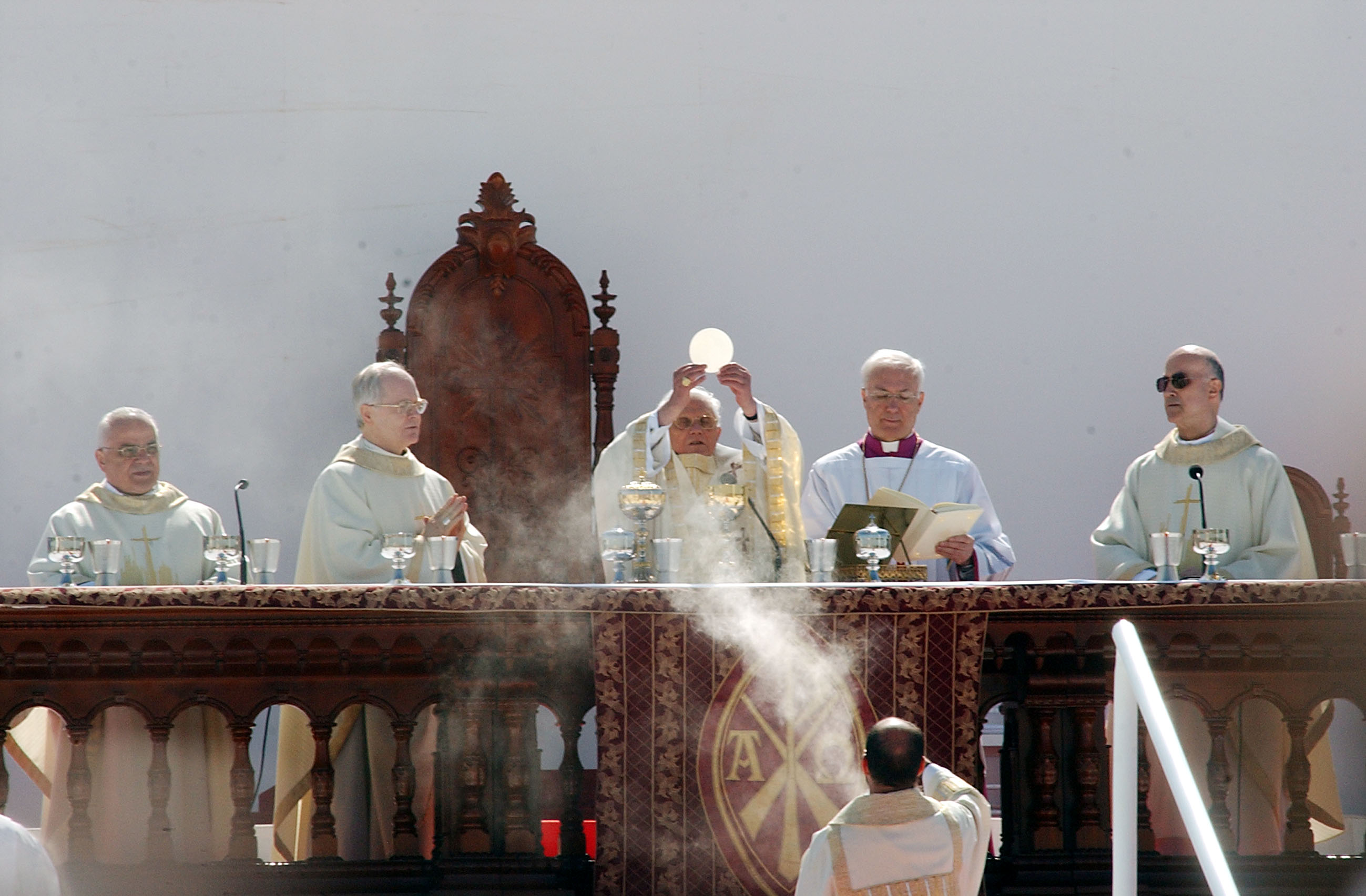
Msza w formie posoborowej sprawowana przez Benedykta XVI

Msza – w części wyznań uobecnienie ofiary krzyżowej Jezusa Chrystusa w sposób bezkrwawy na ołtarzu. Część wyznań protestanckich określa tym terminem nabożeństwo rozumiane jako sama tylko uczta.
Słowo msza jest ściśle związane z celebracją w tradycji łacińskiej i słowami diakona kończącymi liturgię (Ite, missa est). W tradycjach wschodnich, zarówno prawosławnej, jak i katolickiej, powszechniejszym jest określenie liturgia Boża. Po reformacji Kościoły luterańskie zachowały termin msza i w wielu Kościołach luterańskich na świecie do dziś się go używa. W Kościołach będących pod wpływem Kościołów niemieckich, szczególnie po Unii Pruskiej z roku 1817, ze względu na fakt, że w Kościele katolickim słowo to stało się przez lata synonimem ofiarniczego charakteru Eucharystii, który przez reformację został odrzucony, zastąpiono mszę innymi pojęciami (Nabożeństwo główne, Pamiątka Wieczerzy Pańskiej). Inne nurty reformacji, m.in. Kościoły reformowane, prezbiteriańskie i baptystyczne, bezwzględnie odrzuciły termin msza jako sugerujący ofiarny charakter Eucharystii, zastępując go terminami nabożeństwo komunijne lub nabożeństwo z sakramentem Wieczerzy Pańskiej (lub: Wieczerzy Świętej). Takich określeń używa także większość współczesnych Kościołów protestanckich.

## Etymologia
Słowo msza pochodzi – podobnie jak w języku angielskim Mass i niemieckim die Messe – od używanego od IV w. łacińskiego określenia missa. Wśród badaczy nie ma zgody co do jego pierwotnego znaczenia, wymienia się następujące:
- od rzymskiego zwyczaju rozwiązywania zgromadzenia (dimissio) – w tym kontekście słowo to pojawia się w formule kończącej celebrację (rozesłanie wiernych): Ite, Missa est, czyli Idźcie, ofiara spełniona;
- modlitwy wysyłane ku Bogu (missae), składanie Bogu ofiary;
- specjalna czynność wykonywana przez osobę posłaną (być może latynizacja hebrajskiego missah).

## Teologia

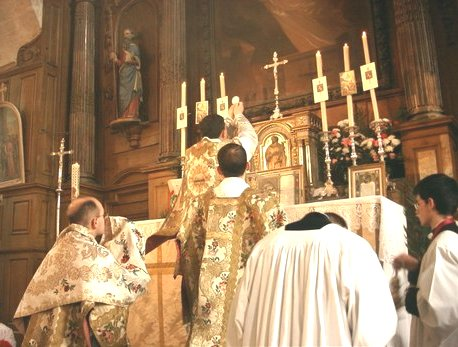
Msza Święta

Oficjalna definicja i wykład o charakterze dogmatycznym o Mszy Świętej został przedstawiony na sesji XXII Soboru Trydenckiego (1562) w dekrecie dogmatycznym o Najświętszej Ofierze Mszy Świętej.
Magisterium Kościoła w oficjalnym, nieomylnym i obowiązujące po wsze czasy nauczaniu, wykłada, że: Msza Święta jest Ofiarą widzialną [zgodnie z wymaganiami ludzkiej natury] uobecniającą krwawą Ofiarę dokonaną na Krzyżu.
[Jezus Chrystus] Ogłaszając się zatem ustanowionym „kapłanem na wieki na wzór Melchizedecha” [Ps 109, 4], ofiarował Bogu Ojcu Ciało i Krew swoją pod postaciami chleba i wina i pod symbolami tych rzeczy Apostołom – których wtedy ustanowił kapłanami Nowego Przymierza – dał je do spożycia oraz im i ich następcom w kapłaństwie polecił składać Ofiarę słowami: To czyńcie na moją pamiątkę [Łk 22, 19; 1 Kor 11, 24], jak to Kościół zawsze rozumiał i nauczał. (…) A ponieważ w Boskiej Ofierze, dokonującej się we Mszy Świętej jest obecny i w sposób bezkrwawy ofiarowany ten sam Chrystus, który na ołtarzu krzyża „ofiarował samego siebie” (Hbr 9, 27) w sposób krwawy, przeto naucza św. Sobór, że Ofiara ta jest prawdziwie przebłagalna.

## Ustanowienie Eucharystii
Według doktryn ewangelickich i katolickiej Eucharystia została ustanowiona przez Jezusa Chrystusa podczas Ostatniej Wieczerzy spożytej z apostołami w Wielki Czwartek. W trakcie wieczerzy Chrystus łamał i rozdawał chleb ze słowami „Bierzcie i jedzcie, to jest Ciało moje” (Mt 26,26). Po wieczerzy podał apostołom kielich wypełniony winem ze słowami „Pijcie z niego wszyscy, bo to jest moja Krew Przymierza, która za wielu będzie wylana na odpuszczenie grzechów” (Mt 26,27-28).
Wiele osób ponad to podkreśla, że zawarte w słowach to czyńcie na moją pamiątkę słowo pamiątka oznacza w języku biblijnym ofiarę.

## Chleb i wino jako ciało i krew Chrystusa
Według katolików i starokatolików ofiarowane podczas mszy chleb i wino zostają przeistoczone w ciało i krew Chrystusa. Postacie eucharystyczne nie uobecniają Chrystusa w sposób symboliczny, lecz substancjalnie, zachowując jedynie przypadłości chleba i wina. Luteranie natomiast uważają, że w wyniku konsekracji, pod postaciami chleba i wina jest realnie obecne ciało i krew Chrystusa, chleb pozostaje jednak chlebem, a wino winem (konsubstancjacja).
Według katolików Chrystus ustanawiając mszę powołał się wprost na przykład najwyższego kapłana Melchizedeka, który według Księgi Rodzaju był królem Salemu i przywitał Abrama chlebem i winem. Ponieważ z psalmu 110 wynika, że Mesjasz będzie Kapłanem na wieki na wzór Melchizedeka, ustanowienie Eucharystii jest wypełnieniem przepowiedni mesjańskiej.
W języku biblijnym ciało i krew oznacza człowieka (jak w Mt 16, 17; 1 Kor 15, 50; Ekl 18, 30). Rozdzielenie ciała i krwi oznacza symbolicznie śmierć. Dlatego też chleb i wino są osobno konsekrowane i zmieniają się sakramentalnie w ciało i krew Chrystusa, który mówił o sobie, że Ciało moje jest prawdziwym pokarmem, a Krew moja jest prawdziwym napojem (J 6, 55).

## Uczestnictwo we mszy

### Powinność uczestnictwa
Katolicy są na mocy pierwszego z przykazań kościelnych, które brzmi: W niedzielę i inne nakazane dni świąteczne wierni są zobowiązani uczestniczyć we Mszy świętej i powstrzymać się od prac służebnych., zobowiązani do uczestnictwa we mszy w niedzielę i święta nakazane. Powinność uczestnictwa we mszy według katolików i luteranów wynika ponadto z 3. przykazania Dekalogu.

### Uczestnictwo aktywne
Łacińskie określenie participatio actuosa, przełożone na język polski jako aktywne uczestnictwo, oznacza raczej świadome, uobecniające uczestnictwo. Realizuje się ono w wewnętrznej kontemplacji tajemnic mszy świętej, do czego służy słuchanie, stąd określenie: słuchać mszy.

## Porządek liturgiczny

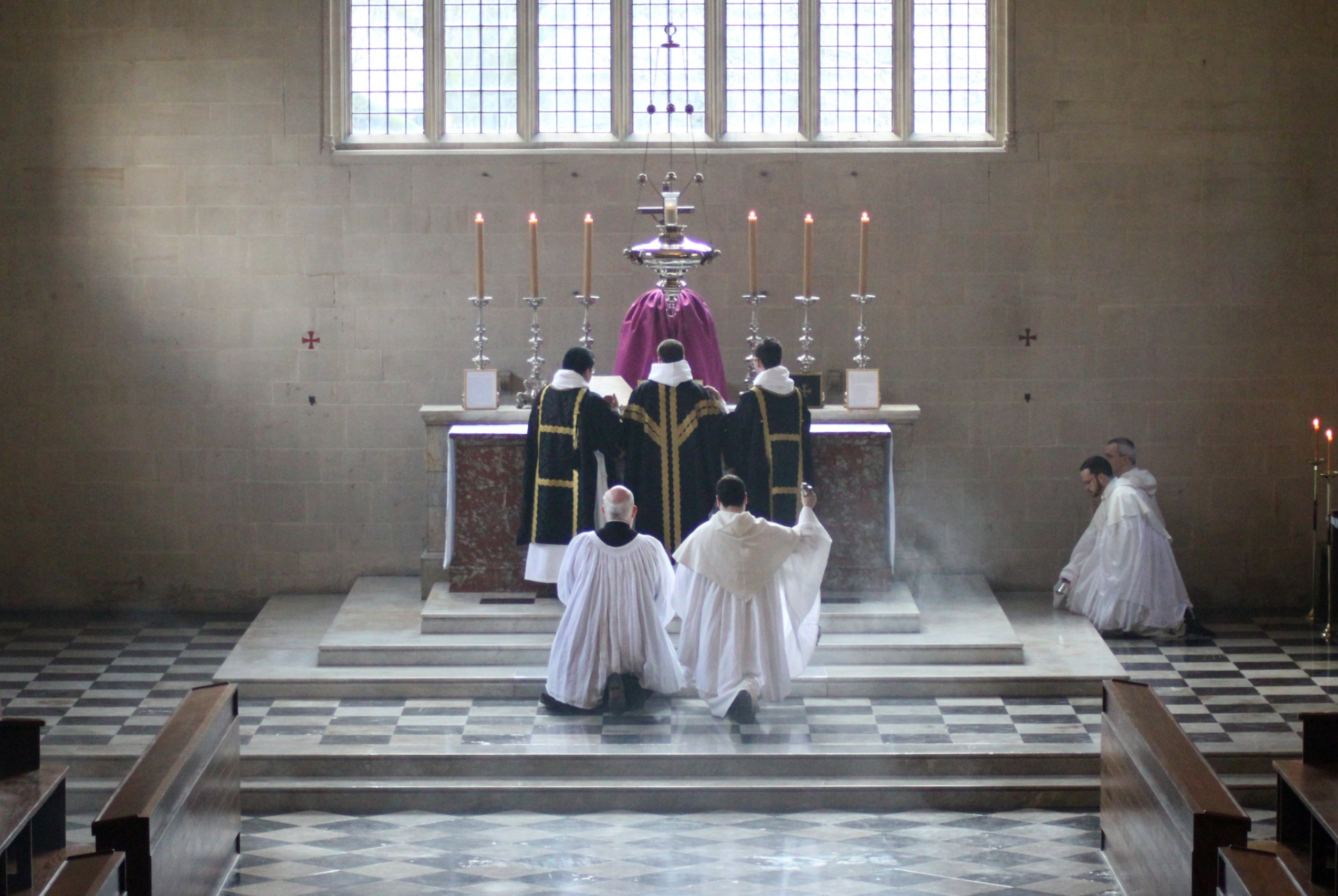
Msza w formie klasycznej

### Kościół łaciński
Od 1969 roku w Kościele katolickim obrządku łacińskiego istnieją oficjalnie dwie formy rytu rzymskiego: najczęściej używana zwyczajna forma rytu rzymskiego oraz nadzwyczajna forma rytu rzymskiego praktykowana przez grupy związane z tradycyjną liturgią i w niektórych kościołach. Na zawsze ustanowił przedsoborowy ryt mszy św. Pius V w swojej konstytucji apostolskiej Quo primum tempore. Oficjalnie potwierdził to papież Benedykt XVI w swoim motu proprio Summorum Pontificum.
W każdym obrządku można wyróżnić część przygotowawczą (msza katechumenów lub obrzędy wstępne i liturgia Słowa) oraz właściwe sprawowania ofiary (msza wiernych lub liturgia eucharystyczna i obrzędy końcowe). Sobór Watykański II w Konstytucji o liturgii Sacrosanctum concilium podkreślił równą wartość obu tych części, niezwykle cennych dla życia chrześcijańskiego.
Główna msza parafialna w niedziele i uroczystości nazywana jest sumą. Główna msza w uroczystość odpustu nazywana jest sumą odpustową.